# Det ottende sakramente
Det ottende sakramente er en dansk kortfilm fra 2021 instrueret af Jahfar Muataz.

## Handling
Den katolske præst William har efter en hård opvækst viet sit liv til kirken og gud. Forud for begravelsen af en ung kvinde opsøges William af den afdødes far Torben, der bekender foruroligende synder, han har begået i sin datters barndom. En mistanke om overgreb overvælder William, og da han erfarer, at Torben nu skal tage sig af sit barnebarn efter datterens død, begynder et kapløb med tiden.

## Medvirkende
- Rasmus Hammerich
- Henrik Prip